# Operacja orłowska
Operacja orłowska, znana także jako operacja Kutuzow – operacja strategiczna przeprowadzona przez Armię Czerwoną przeciwko Wehrmachtowi między 12 lipca a 18 sierpnia 1943 roku na froncie wschodnim podczas II wojny światowej. Była ona jedną z dwóch radzieckich kontrofensyw rozpoczętych przez Armię Czerwoną po zatrzymaniu niemieckiej ofensywy na łuku kurskim – operacji „Cytadela”. W wyniku operacji siły radzieckie wyzwoliły Orzeł i zlikwidowały wybrzuszenie orłowskie. Operacja została nazwana na cześć rosyjskiego dowódcy Michaiła Kutuzowa, który uratował Rosję przed całkowitą klęską podczas francuskiej inwazji w 1812 roku.

## Wstęp

### Przygotowania i siły radzieckie
11 lipca 1943 roku ustały niemieckie ataki na północnym skraju łuku kurskiego. Gen. Walther Model, dowódca walczącej tam 9 Armii, wobec wyczerpania sił nie był w stanie kontynuować natarcia. Radzieckie dowództwo już w ostatnich dniach słabnącej niemieckiej ofensywy w tym rejonie powzięło decyzję o rozpoczęciu kontrnatarcia. 12 lipca miały je zainicjować wojska Frontu Briańskiego (dowodzonego przez gen. Markiana Popowa) i lewe skrzydło Frontu Zachodniego (dowodzonego przez gen. Wasilija Sokołowskiego). Ich zadaniem było wsparcie wojsk Frontu Centralnego (dowodzonego przez gen. Konstantyna Rokossowskiego), które miały odegrać główną rolę w planowanej operacji. Tak szybki termin rozpoczęcia kontruderzenia miał na celu uniemożliwienie Niemcom zorganizowania obrony po zakończeniu działań ofensywnych. Radzieckie wojska nacierające w kierunku Orła wzięły na cel pozycje obronne niemieckiej 2 Armii Pancernej.
Do przeprowadzenia operacji Sztab Generalny wyznaczył cztery grupy uderzeniowe składające się łącznie z jedenastu armii, w tym trzech pancernych. Ich zadaniem było rozbicie 2 Armii Pancernej. Na północny zachód od Orła w miejscu połączenia rzek Żyzdra i Riessieta miały działać 50 Armia i 11 Gwardyjska Armia (dowodzona przez gen. Iwana Bagramiana), w północnej części występu, w rejonie miasta Bołchow – 61 Armia i 4 Armia Pancerna, we wschodniej części występu, na wschód od Orła – 3., 63 Armia i 3 Gwardyjska Armia Pancerna, a w południowej części, w rejonie stanicy Ponyry – 13., 48., 70 Armia i 2 Armia Pancerna. Łącznie w kontrofensywie miało wziąć udział 1 mln 286 tys. żołnierzy, ponad 21 tys. dział i moździerzy, 2400 czołgów i dział samobieżnych oraz ponad 3000 samolotów.

### Obrona i siły niemieckie
Występ orłowski Niemcy zajmowali od dawna, bo od czasu swojego odwrotu spod Moskwy w grudniu 1941 roku. Była to solidnie przygotowana (choć niewykończona) pozycja obronna, mająca od 5 do 7 km głębokości. Składała się ona z licznych punktów oporu połączonych okopami, ubezpieczonych rozbudowanymi zaporami inżynieryjnymi i polami minowymi. Część punktów oporu stanowiły solidne umocnienia wyposażone w kopuły pancerne. Także wszystkie obszary zabudowane były przygotowane do długotrwałej obrony. Również ukształtowanie terenu, pełnego niewielkich przeszkód wodnych, jarów i parowów, sprzyjało obrońcom. Niemcy nie mieli jednak dość sił, aby obsadzić wszystkie te pozycje – zarówno wybudowane przez saperów, jak i naturalne. Niektórych pozycji nie zdążono z drugiej strony obsadzić, Niemcy bowiem nie wierzyli w możliwość natychmiastowego ataku.
Wybrzuszenie orłowskie obsadzała 2 Armia Pancerna składająca się z trzech korpusów armijnych (XXXV, LIII i LV). Siły niemieckie liczyły ok. 600 tys. żołnierzy, ponad 7000 dział i moździerzy, 560 czołgów i dział szturmowych (230–240 w pierwszej linii) oraz 1100 samolotów. Rozmieszczenie oddziałów niemieckich było nierównomierne. W pasie działania 13 Armii Frontu Centralnego znajdowały się trzy dywizje pancerne, a w pasie działania 48 i 70 Armii tego samego frontu czołgów w ogóle nie użyto. Ponadto wiele oddziałów pancernych i artylerii przeciwpancernej nie było przygotowanych do działania. Na głównych kierunkach natarcia Armia Czerwona zapewniła sobie sześciokrotną przewagę w ludziach, podobną w artylerii i prawie trzykrotną w czołgach.

## Przebieg operacji

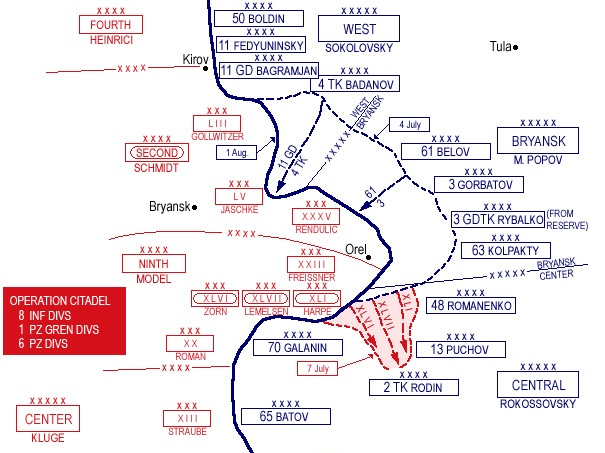
Mapa wybrzuszenia orłowskiego. Widoczne postępy niemieckich oddziałów w ataku na wybrzuszenie kurskie i kontrofensywa jednostek Frontu Zachodniego i Briańskiego

12 lipca o godz. 5:10 radziecka artyleria i lotnictwo bombowe przeprowadziły przygotowanie do szturmu, który rozpoczął się o 5:40 z północy i północnego wschodu. Do godz. 10:00 główna linia obrony została złamana w trzech miejscach i do akcji wprowadzono czołgi 4 Armii Pancernej. Jednak do 16:00 Niemcy zdołali podciągnąć rezerwy i zahamować atak. Do wieczora na północnym zachodzie Rosjanie posunęli się o 10–12 km, na północy o 7,5 km, a na wschodnim kierunku praktycznie nie uzyskali zdobyczy terytorialnych. Natomiast następnego dnia udało się odnieść wiele sukcesów na kierunku północno-zachodnim. W wyniku brawurowego manewru wyzwolono wsie Starica i Uljanowo, niszcząc znajdujące się tam oddziały. Straty radzieckie były zadziwiająco małe i ograniczyły się do 10 poległych. Droga na południe i południowy wschód została otwarta. Dwie niemieckie dywizje piechoty zostały rozbite, a 5 Dywizja Pancerna poniosła duże straty. Front został przerwany na szerokości 23 km i głębokości 25 km.
14 lipca Niemcy, umiejętnie manewrując rezerwami, zdołali powstrzymać atak. Uwidoczniła się niepokojąca sytuacja, w której skrzydła Frontu Zachodniego wyraźnie odstawały od 11 Gwardyjskiej Armii. Radzieckie oddziały wychodziły na rubież Bołchowa. W dniach 14–15 lipca napotkały jednak mocne kontruderzenia niemieckie, które skutecznie wyhamowały ofensywę. Niemcy zatrzymali 61 Armię, wsparcie 50 Armii okazało się niewypałem. Gen. Sokołowski zaczął zatem wprowadzać jednostki drugiego rzutu Frontu Zachodniego, co pozwoliło 18 lipca na odzyskanie inicjatywy. 2 Armia Pancerna wykonała przeciwuderzenie siłą 5 Dywizji Pancernej i 8 Dywizji Pancernej, a z 9 Armii do odwodu wycofano 12., 18. i 20 Dywizję Pancerną oraz 36 Dywizję Zmotoryzowaną, którymi łatano dziury w obronie. Po wycofaniu tych dywizji natarcie 9 Armii gen. Modela na łuku kurskim całkowicie wygasło. Później do odpierających ataki Rosjan wojsk dołączyła jeszcze 2 Dywizja Pancerna.

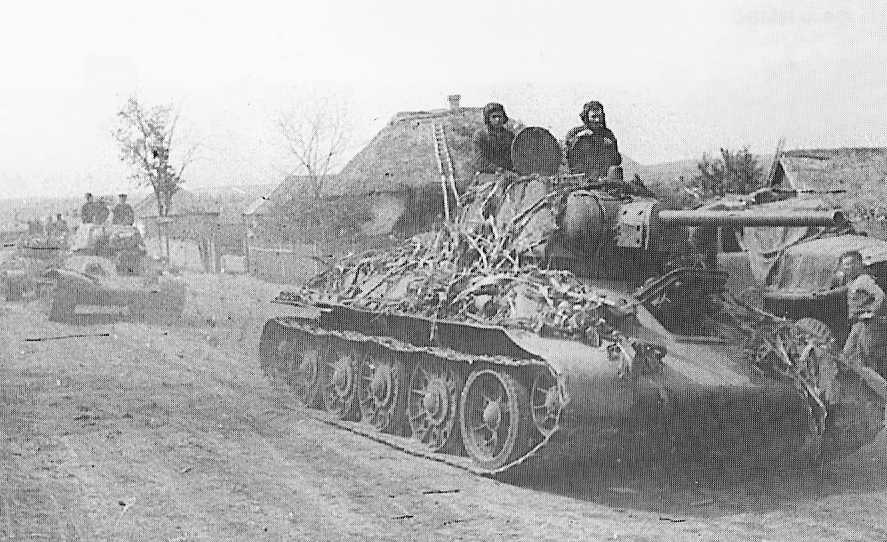
Radzieckie czołgi T-34 w czasie trwania operacji

2 Armia Pancerna ciągle jednak się wycofywała, co 14 lipca doprowadziło do zwolnienia Ericha-Heinricha Clößnera ze stanowiska dowódcy 2 Armii Pancernej. Dowodzenie zarówno 9 Armią i 2 Armią Pancerną objął gen. Model, który kontratakował dywizjami pancernymi z głównym nasileniem w dniach 17–22 lipca. W tym czasie od 15 lipca powoli ruszył naprzód Front Centralny spychając 9 Armię. 21 lipca Niemcy po raz kolejny zaatakowali z furią. Dopiero 26 lipca kontruderzenia niemieckie zostały odparte przez wojska Armii Czerwonej. Wiązało się to również z pozytywnym rozwojem działań zainicjowanych przez Front Briański i Centralny.

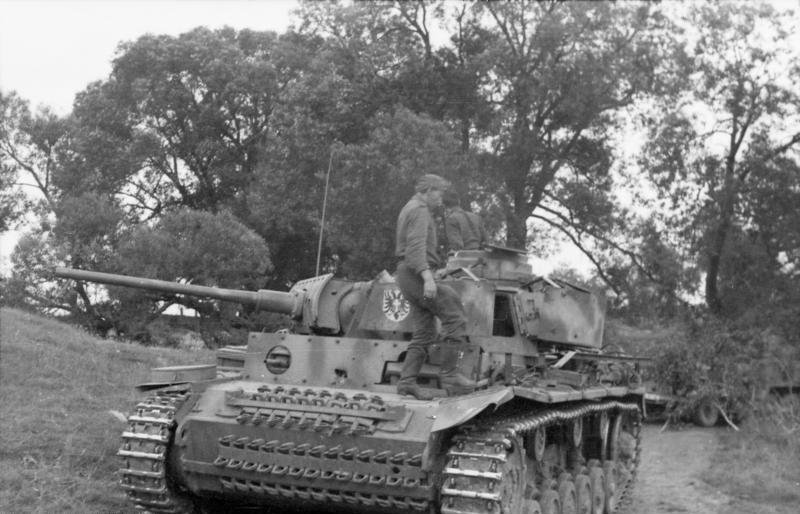
Niemiecki czołg Panzer III niedaleko Orła, sierpień 1943 roku

Po 25 lipca wraz z zaangażowaniem w walki radzieckich odwodów (armie pancerne) pojawiła się groźba okrążenia Niemców pod Orłem. Nie dały rezultatu przeciwnatarcia sprowadzonej z 4 Armii Pancernej Dywizji Grenadierów Pancernych „Grossdeutschland”. W tej sytuacji Hitler w porozumieniu z Kluge zdecydowali się na opuszczenie łuku orłowskiego (26–27 lipca). Kleszczowe ataki pozwalały Armii Czerwonej na stopniowe przesuwanie linii frontu w kierunku Bołchowa. 29 lipca miasto zostało wyzwolone siłami Frontu Zachodniego. W tym samym czasie trwała też operacja na kierunku orłowskim. 25 lipca ścigające Niemców wojska radzieckie przekroczyły Okę, wychodząc na rubież orłowską. 4 sierpnia zainicjowano walki o Orzeł, który został wyzwolony następnego dnia przez siły 3 Armii Frontu Briańskiego.
15 sierpnia oddziały radzieckie wyzwoliły Karaczew, leżący między Orłem a Briańskiem, dochodząc do 18 sierpnia do nowej linii obrony Niemców, zwaną linią „Hagen”, położonej na wschód od Briańska.

## Po operacji
Operacja orłowska była najkrwawszą operacją dla Armii Czerwonej spośród trzech operacji przeprowadzonych podczas bitwy na łuku kurskim (obronnej, orłowskiej i biełgorodzko-charkowskiej). Straty frontów Zachodniego, Briańskiego i Centralnego wyniosły 112 529 bezpowrotnych (zabitych lub zaginionych) i 317 361 sanitarnych (rannych lub chorych). Straty w sprzęcie wyniosły: 2586 czołgów, 892 działa i 1014 samolotów. W wyniku operacji Rosjanie posunęli się o 150 km na zachód i rozbili 15 dywizji niemieckich. Straty te jeszcze bardziej osłabiły możliwości operacyjne Niemców w późniejszych walkach z Armią Czerwoną.
Przełamanie obrony wojsk niemieckich w wybrzuszeniu orłowskim i szybkie postępy wojsk radzieckich w kierunku Orła umożliwiły 29 lipca oddanie armii Frontu Zachodniego, biorących udział w operacji orłowskiej, Frontowi Briańskiemu, dzięki czemu dowództwo Frontu Zachodniego mogło całkowicie się skupić na przeprowadzeniu operacji smoleńskiej (bardziej na północy na środkowym odcinku frontu wschodniego) planowanej od końca czerwca 1943 roku.